# Paul Biedermann
Paul Biedermann (Halle, 7 de agosto de 1986) es un nadador alemán de estilo libre. Es el actual plusmarquista mundial de los 200 y 400 metros libres.

## Trayectoria

### Juegos Olímpicos de 2008
Biedermann ganó la final de los 200 m libre del Campeonato Europeo de Natación de 2008, logrando un tiempo de 1:46.59. Con los tiempos de 3:47.69. en los 400 m, y 1:46.37. en los 200 m libres, Biedermann clasificó a los Juegos Olímpicos de Pekín. En los juegos, se ubicó quinto en la final de los 200 m libre, con un tiempo de 1:46.00., y 17 en general de los 400 m con un tiempo de 3:48.03.

### Campeonato Mundial de 2009
El 26 de julio de 2009, Biedermann ganó la final de los 400 m libre del Campeonato Mundial de Natación de 2009 en Roma, superando en los últimos 50 metros al campeón olímpico de los 1500 m Oussama Mellouli, con un tiempo de 3:40.07., bajando por casi tres segundos su marca personal y superando el récord mundial de Ian Thorpe por solo una centésima.
El 28 de julio ganó su segundo oro; en los 200 m libre superó a Michael Phelps en un tiempo récord de 1:42.00., superando su marca personal por más de cuatro segundos, y registrando un nuevo récord del mundo.

### Campeonato Mundial en Piscina Corta de 2010
En el campeonato mundial de 2010, Biedermann ganó el oro en los 400 m libre superando nuevamente a Oussama Mellouli en una carrera casi idéntica a la del pasado año en Roma. En la final de los 200 m libre, terminó quinto, a más de un segundo del ganador Ryan Lochte.

### Campeonato Mundial de 2011
Biedermann cosechó tres medallas de bronce en los 200 y 400 m libre, además del relevo  4 x 100 combinado.